# Arifmetika
Arifmetika (tiếng Nga: Арифметика) là một cuốn sách giáo khoa toán học năm 1703 của nhà giáo dục và nhà toán học người Nga Leonty Magnitsky. Cuốn sách từng là sách giáo khoa toán học tiêu chuẩn của Nga cho đến giữa thế kỷ 18. Mikhail Lomonosov đã được học về cuốn sách này, và gọi nó là "cánh cổng của sự hiểu biết của riêng tôi". Đây là cuốn sách giáo khoa toán học đầu tiên được viết bằng tiếng Nga không phải là bản dịch của một tác phẩm nước ngoài. Về cơ bản, cuốn sách bao gồm các ghi chú bài giảng của Magnitsky và cung cấp một cái nhìn tổng quan bách khoa về số học vào thời điểm đó, với các phần về thiên văn học, trắc địa, đại số, hình học và lượng giác.
Được tổ chức dưới dạng câu hỏi và câu trả lời mang tính hướng dẫn, và bắt nguồn không phải ở phần trừu tượng mà là các ứng dụng thực tế và có thể chứng minh được các lý thuyết. Cuốn sách cũng chứa các bảng thiên văn và bản đồ tọa độ cho các ngôn ngữ khác nhau của Nga.
Nguồn gốc của cuốn sách nằm ở việc Peter Đại đế thành lập Trường Hàng hải ở Moscow, việc bổ nhiệm Magnitsky sau đó vào vị trí lãnh đạo của trường. Ông ấy cần một văn bản để giảng dạy, vì vậy đã xây dựng cuốn sách xoay quanh các bài giảng của mình và các văn bản toán học châu Âu thịnh hành trong thời đại đó.
Tiêu đề và phụ đề đầy đủ ghi: "Số học, đó là khoa học về đánh số. Được dịch từ các ngôn ngữ khác nhau sang tiếng Nga, ghép lại với nhau và chia thành hai phần". Sách gồm 600 trang. Công bố đã được nghiên cứu rộng rãi vào năm 1914 bởi Dmitrii Galanin trong cuốn sách Leonty Filippovich Magnitsky và Fis Arithmetic. Các bản sao gốc được bảo quản trong thư viện Đại học Quốc gia Moskva.

## Hình ảnh
Folios từ Arithmetic